# 諸葛攀
诸葛攀（3世紀—？），琅邪阳都人，诸葛乔的儿子。

## 生平
诸葛攀在蜀汉官至行护军翊武将军。诸葛恪在东吴被诛杀后，东吴诸葛瑾的子孙全被殺絕，而诸葛亮已经有了自己的后裔，所以诸葛攀又恢复了诸葛瑾后裔的身份。

## 子
诸葛攀的儿子诸葛显于咸熙元年（264年）和诸葛瞻的次子诸葛京迁徙至河东。而諸葛顯在東晉時期曾與王羲之會面。